# 浅井淑子 (声優)
浅井 淑子（あさい よしこ、1937年3月21日 - ）は、日本の女性声優。東京都出身。81プロデュース所属。以前は朝井 ゆかり（あさい ゆかり）や朝井 良江（あさい よしえ）の名前で活動していた。

## 経歴
東京都立墨田川高等学校卒業。緑ヶ丘音舞学校、船橋ヘルスセンター芸能部を経て、1961年に劇団東芸に入団。七の会設立に参加した後、同人舎プロダクション、アルスノーバ・演劇座、河の会、新企画、青二プロダクションに所属していた。

## 人物
声種はメゾソプラノ。
声優としてはアニメ、外画を中心に活躍している。
趣味・特技は日本舞踊、唄（シャンソン）、西洋舞踊、タップ。

## 出演

### テレビアニメ
1968年
- 怪物くん
- 巨人の星（1968年 - 1971年）

1969年
- アタックNo.1（長谷、中原 他）
- ウメ星デンカ

1970年
- 魔法のマコちゃん

1971年
- 珍豪ムチャ兵衛
- 天才バカボン

1972年
- 赤胴鈴之助

1973年
- エースをねらえ!
- ど根性ガエル（1973年 - 1974年）
- 侍ジャイアンツ
- ジャングル黒べえ

1974年
- となりのたまげ太くん（やすし）

1975年
- 宇宙の騎士テッカマン（勝、少年）

1976年
- はじめ人間ギャートルズ

1978年
- 家なき子
- 新・巨人の星
- 100万年地球の旅 バンダーブック
- 無敵鋼人ダイターン3（ミレーヌ）

1979年
- 銀河鉄道999（ババンバ）
- 新・巨人の星II

1980年
- ベルサイユのばら

1981年
- 新・ど根性ガエル
- 釣りキチ三平（育夫のママ）
- ハロー!サンディベル
- ワンワン三銃士（ホテルの女主人）

1982年
- おちゃめ神物語コロコロポロン（母羊、ドサンコスの妻、オレステスの母）
- The・かぼちゃワイン（里子）
- 吾輩は猫である（金田夫人）

1983年
- まんが日本史（皇極天皇）

1984年
- コアラボーイ コッキィ（コッキィの母）
- 宗谷物語（俊男、婦人）

1985年
- おねがい!サミアどん（1985年 - 1986年、ハリー 他）
- 星銃士ビスマルク

1986年
- めぞん一刻（五代の母）

1988年
- それいけ!アンパンマン（かみなりぴかたんのママ、団子のタンゴの母ちゃん）

1989年
- 青いブリンク（家庭教師）
- 昆虫物語 みなしごハッチ（ナナ）

1991年
- おばけのホーリー（おばあさん）

1993年
- クッキングパパ（管理人、澄代、信江）

1998年
- 魔術士オーフェン（グレイシー）

2001年
- ノワール（マリー）

2003年
- L/R -Licensed by Royal-（マスタードの妻）
- キノの旅 -the Beautiful World-（老婦人）

2005年
- MONSTER（おばさん）

2008年
- ゴルゴ13（スミス夫人）

2009年
- クプ〜!!まめゴマ!（おばあちゃん）

2010年
- サザエさん（2010年 - 2014年、長谷川貞子〈初代〉、梅子）

2011年
- 戦国乙女〜桃色パラドックス〜（本能寺住職）

### 劇場アニメ
- 巨人の星 行け行け飛雄馬（1969年）
- アタックNo.1（1970年、長谷）
- アタックNo.1 涙の不死鳥（1971年、こずえの母）
- ヤスジのポルノラマ やっちまえ!!（1971年）
- オーディーン 光子帆船スターライト（1985年、石毛の祖母）
- カムイの剣（1985年、つゆ[16]）
- はれときどきぶた（1988年）
- 魔女の宅急便（1989年、ケットの祖母[要出典]）
- 海だ!船出だ!にこにこぷん（1990年、ぽろりのお母さん）

### OVA
- 活劇少女探偵団（1986年）
- 吸血姫美夕（1988年、桂の母）
- 日本のおばけ話「絵からとびだしたねこ」（1988年、ナレーター）
- 独身アパートどくだみ荘（1989年）
- THE八犬伝（1990年、五十子）
- 地上最強のエキスパートチーム G.I.ジョー ザ・ムービー（1990年、バロネス）
- マネーウォーズ 狙われたウォーターフロント計画（1991年）

### Webアニメ
- ベイウォーリアーズ サイボーグ（2015年、老婆）

### ゲーム
- 風の伝説ザナドゥ（1994年、マザー・フィリア）
- スーパーロボット大戦シリーズ
  - スーパーロボット大戦IMPACT（2002年、コマンダー・ミレーヌ）
  - 第2次スーパーロボット大戦α（2003年、コマンダー・ミレーヌ、ヒミカ）
  - 第3次スーパーロボット大戦α 終焉の銀河へ（2005年、ヒミカ）
  - スーパーロボット大戦A PORTABLE（2008年、コマンダー・ミレーヌ）
  - スーパーロボット大戦DD（2019年、コマンダー・ミレーヌ）

### 吹き替え

#### 映画
- アドベンチャー・ファミリー（パット）※日本テレビ版
- あの日の指輪を待つきみへ（エレノア・ライリー〈ブレンダ・フリッカー〉）
- アリゲーター（ABCニュースキャスター〈スー・リオン〉）※テレビ朝日版
- アリゲーター2（アンナ）※VHS版
- イルカの日（スミス夫人〈フィリス・デイヴィス〉）※テレビ朝日版
- 大いなる西部（マンディ）※テレビ朝日新録版
- OK牧場の決斗（ベティー・アープ）※テレビ東京版
- 火星人地球大襲撃（ジャーナリスト）※NETテレビ版
- がんばれ!ベアーズ（ジョーイ・ターナー）※テレビ朝日版
- 吸血の群れ（ジェニー・クロケット）
- キルトに綴る愛（ハイ〈エレン・バースティン〉）
- 決死圏SOS宇宙船
- 絞殺魔（メイ）
- 荒野の七人 ※NET版
- 荒野の用心棒（ヒリス）※テレビ朝日新録版
- 最後の航海（ローリー・ヘンダーソン〈ドロシー・マローン〉）※日本テレビ版
- サウンド・オブ・ミュージック（バーニス〈エヴァドニ・ベイカー〉）※フジテレビ版
- ジェット・ローラー・コースター（フラン〈スーザン・ストラスバーグ〉）※日本テレビ版
- 死にたいほどの夜（メアリーの母〈クリスティン・ローズ〉）
- 少林寺への道（シャン夫人）
- スパイダーウィックの謎（ルシンダ大おばさん〈ジョーン・プロウライト〉）
- スピード（カミノ夫人、エレベータの女2）※フジテレビ版
- スプラッシュ ※フジテレビ版
- ダウト〜あるカトリック学校で〜
- 007/カジノ・ロワイヤル（エライザ）※日本テレビ版
- チェイサー（フランソワーズ〈ミレーユ・ダルク〉）
- テレフォン（ドロシー・パターマン〈タイン・デイリー〉）
- 同居人 背中の微かな笑い声（サンディ・ロバーズ〈レスリー・アン・ウォーレン〉）※VHS版
- 遠い国（モラセス）※フジテレビ版
- ドラゴン/ブルース・リー物語（ヴィヴィアン・エメリー）※テレビ朝日版
- 裸足の1500マイル（モリー・クレイグ）
- バック・トゥ・ザ・フューチャー（ステラ・ベインズ〈フランシス・リー・マッケイン〉）※テレビ朝日版
- バルティック・ストーム
- 復讐のビッグガン（ドミニク・ライネル）
- ブラッド・ゾーン（アリス〈ジョアンナ・ダナム〉）
- 北京の55日
- ベスト・キッド ※ソフト版
- ベビーシッター・アドベンチャー ※フジテレビ版
- 冒険者たち（キヨバシの秘書）※TBS版
- マニトウ（カレン・タンディ〈スーザン・ストラスバーグ〉）
- 未来世紀ブラジル（タイピスト）
- 奇蹟/ミラクル（マダム・ローズ）
- 名犬ウォン・トン・トン（バトリー夫人〈ヴァージニア・メイヨ〉）
- 山猫（カテリーナ〈オッタヴィア・ピッコロ〉）※テレビ朝日旧録版
- 夜の訪問者 ※日本テレビ版
- ラスト・シューティスト（セレプタ〈シェリー・ノース〉）※テレビ朝日版
- ワーキング・ガール ※テレビ朝日版
- 惑星アドベンチャー スペース・モンスター襲来!（メアリー・マクリーン）※VHS版
- 私がウォシャウスキー（ロッティ）

#### ドラマ
- アリー my Love
- 火星年代記（ルス・ワイルダー〈ゲイル・ハニカット〉）
- 刑事コロンボ
  - 2つの顔（カジノのキャッシャー）
  - 毒のある花（ファッション・ショーの司会）
  - 5時30分の目撃者（スー、大学病院の受付）
  - 忘れられたスター（パット）
  - さらば提督（女性〈ハンナ・ヘルテレンディ〉）
- コールドケース 迷宮事件簿（エレン・ラッシュ〈メレディス・バクスター〉）
- こちらブルームーン探偵社 シーズン4（ヴァージニア・ヘイズ〈エヴァ・マリー・セイント〉）
- シャーロック・ホームズの冒険 瀕死の探偵（カーナック夫人）
- 新スタートレック シーズン3 #51「愛しき人の為に」（リション・オックスブリッジ〈アン・ヘイニー〉）
- スパイ大作戦 越境作戦（ウェイトレス）
- 超音速ヒーロー ザ・フラッシュ（ベル・クロッカー〈ロイス・ネットルトン〉）※日本テレビ版
- 走れチェス（ドナルド・ブラウン）
- 冒険野郎マクガイバー
  - シーズン1 #22（シスター・アイリーン）
  - シーズン2 #6（エレナ）、#9（ジャニス・グリーン医師）、#11（ハリーの妻）
- 名探偵ポワロ
  - 4階の部屋（サドラー夫人）※NHK版
  - マースドン荘の惨劇 ※NHK版
  - 雲をつかむ死（エリーズ）※NHK版

#### 人形劇
- 海底大戦争 スティングレイ 第10話「深海の人質」（カーソン夫人）
- ジョー90 第16話「大手術作戦」（リンダ）